# 若澤·威爾克

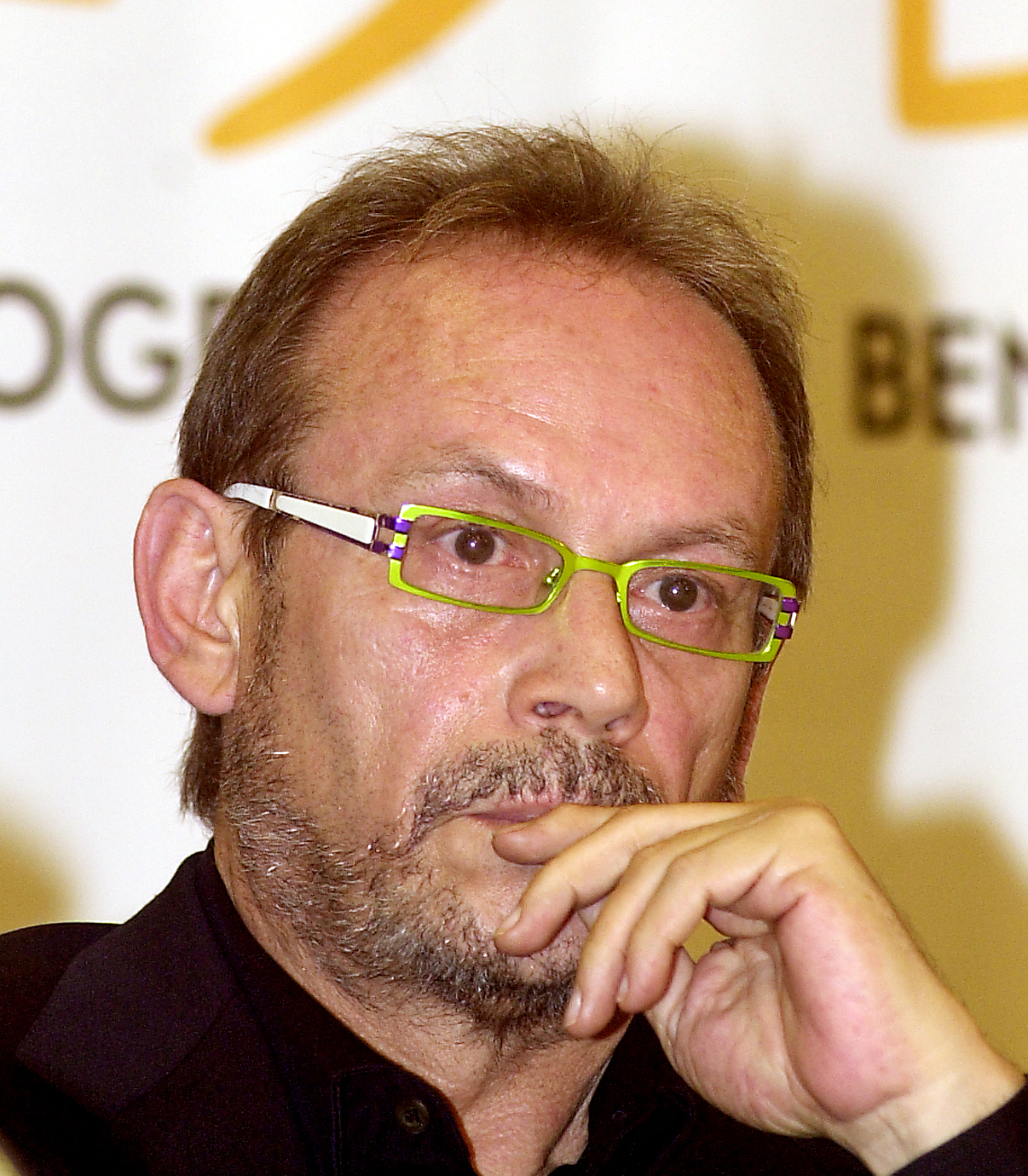
2006年的若澤·威爾克

若澤·威爾克（葡萄牙語：José Wilker de Almeida，1947年8月20日—2014年4月5日），是一名巴西演员和导演。他出演过大量电影作品。
2014年4月5日，他因心脏病发死于家中，享年66岁。